# Tamano
Tamano (玉野市 -shi) é uma cidade japonesa localizada na província de Okayama.
Em 2003 a cidade tinha uma população estimada em 68 169 habitantes e uma densidade populacional de 658,26 h/km². Tem uma área total de 103,56 km².
Recebeu o estatuto de cidade a 3 de Agosto de 1940.

## Cidades-irmãs
- Tong Yong, Coreia do Sul
- Jiujiang, China
- Glouster, Estados Unidos